# Owstonia nigromarginatus
Owstonia nigromarginatus es una especie de peces de la familia Cepolidae en el orden de los Perciformes.

## Distribución geográfica
Se encuentra en las Filipinas.